# Thirumangalam
Thirumangalam es una ciudad y municipio situada en el distrito de Madurai en el estado de Tamil Nadu (India). Su población es de 51194 habitantes (2011). Se encuentra a 20 km de Madurai.

## Demografía
Según el censo de 2011 la población de Thirumangalam era de 51194 habitantes, de los cuales 25426 eran hombres y 25768 eran mujeres. Thirumangalam tiene una tasa media de alfabetización del 90,68%, superior a la media estatal del 80,09%: la alfabetización masculina es del 94,86%, y la alfabetización femenina del 86,60%.